# Brasero

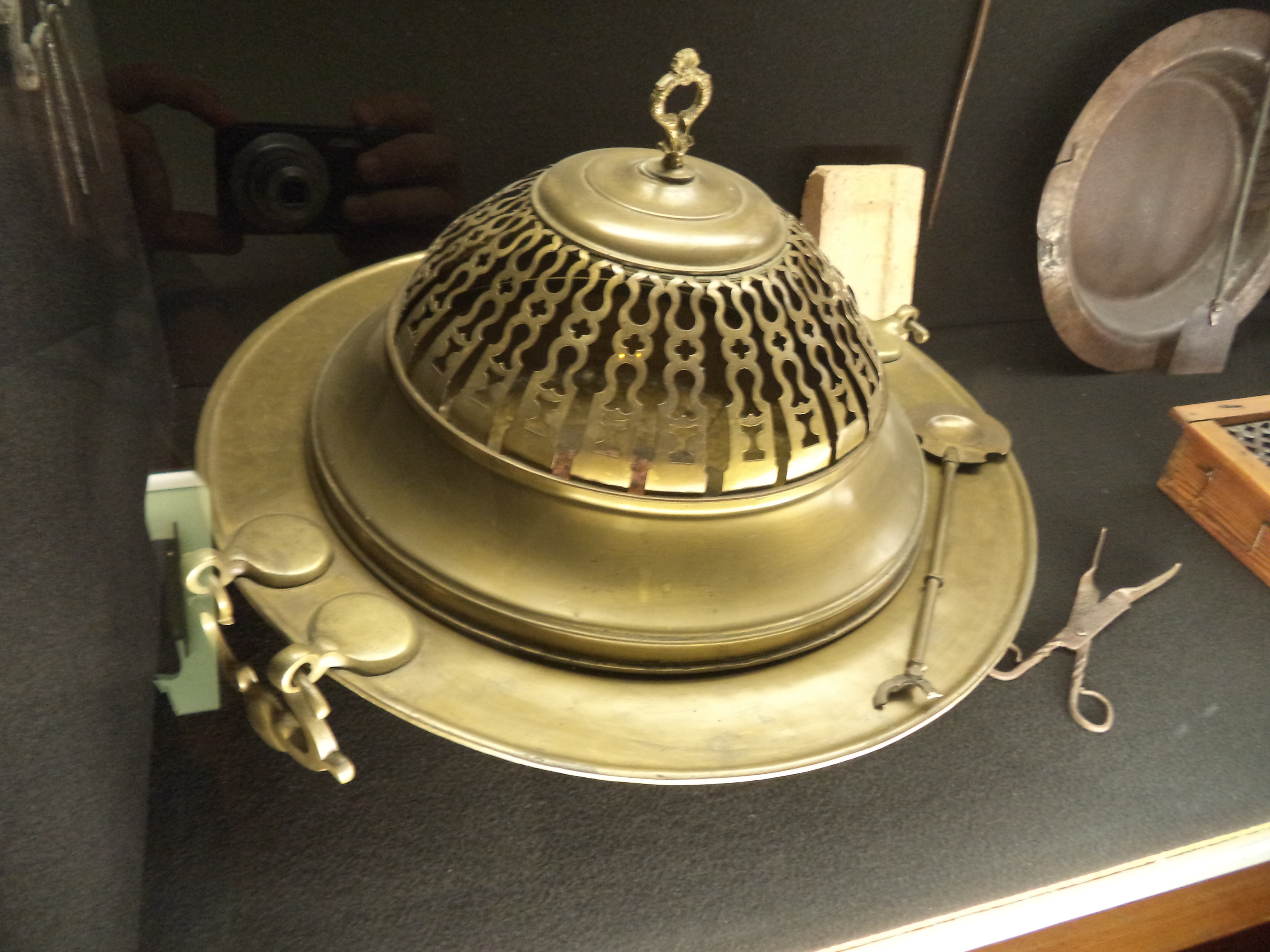
Lujoso brasero dorado, con tapa, badila y tenacillas. Museo de Artes y Costumbres Populares de Sevilla.

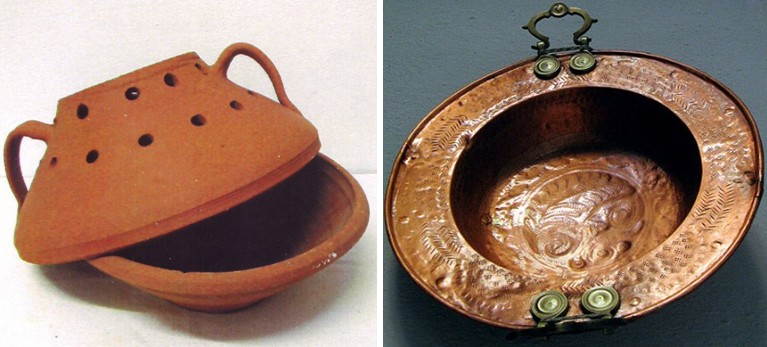
Izq.: Brasero de arcilla, obra del alfarero Juan Ramos Padilla en Arroyo de la Luz (Cáceres, España). Museo de cerámica de Chinchilla de Montearagón. Derecha: Brasero de metal.

El brasero es un recipiente en el que se pone un combustible sólido, ardiendo en forma de brasas, que sirve para calentarse. Más tarde, se llamaría brasero a ciertos depósitos de brasas ardiendo, como el compartimento superior de las calderas de calefacción de combustible sólido. La Real Academia Española, en su diccionario en línea (on line), incluye como segunda definición el lugar donde se ejecutaba a ciertos delincuentes. La RAE parece referirse así, a los condenados a la hoguera, en general judíos o infieles víctimas de uno de los métodos más corrientes con que el "brazo secular" ejecutaba a los condenados por la Inquisición.

## Materiales
Aunque el brasero más extendido y de mayor tradición fue el brasero metálico de diferentes aleaciones a lo largo de la Historia, también existieron diversos modelos de brasero cerámico (por su condición de objeto alfarero con precedentes más antiguos). Solían ser recipientes abiertos, ovoides en su forma y con múltiples agujeros. No deben confundirse con el anafe o anafre, usado para mantener caliente la olla de la comida, si bien éste, y especialmente su brasa podían utilizarse como brasero o para alimentarlo.

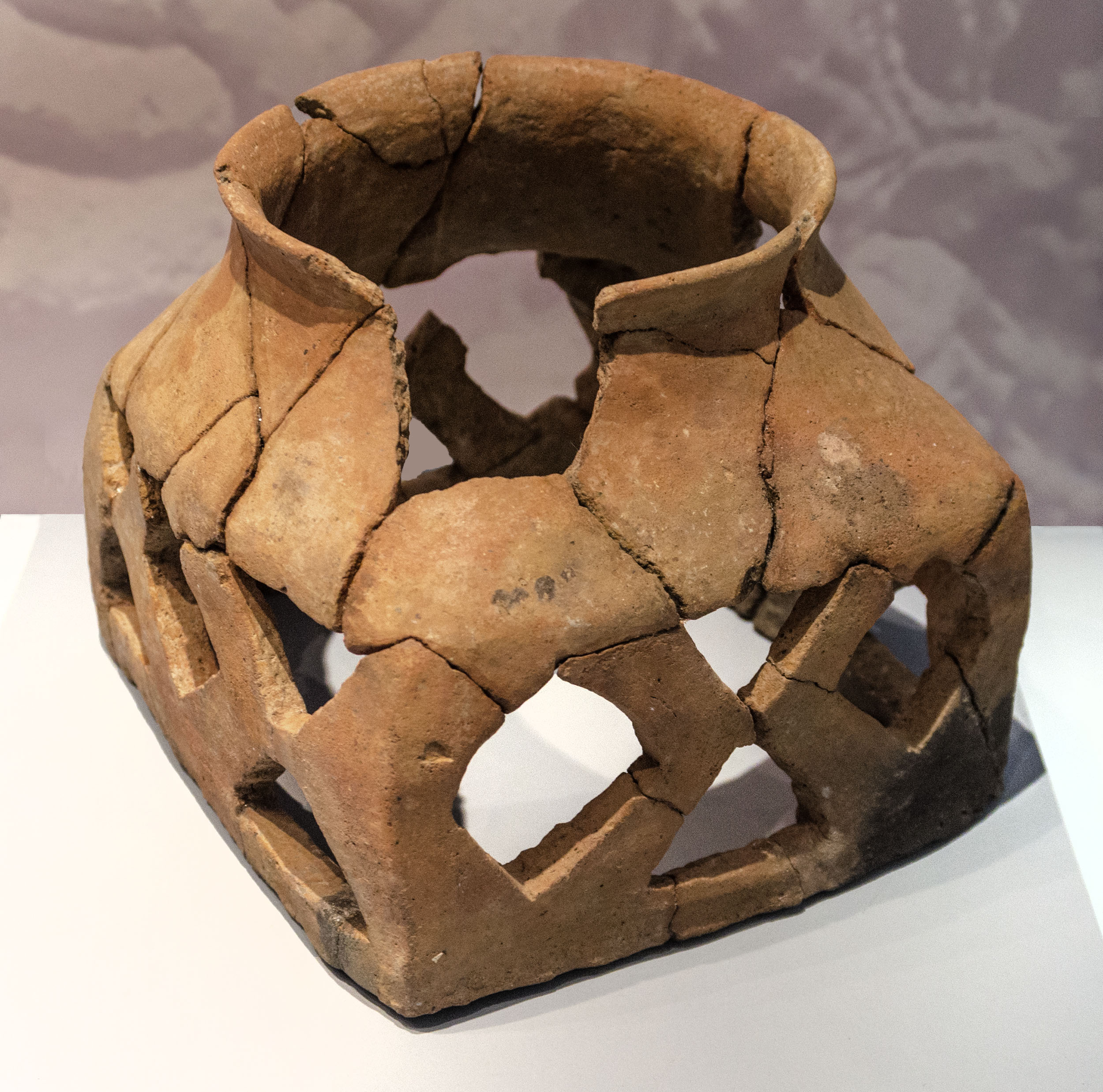
Brasero de cerámica datado del procedente de Herrería, España, y conservado en el Museo de Guadalajara.

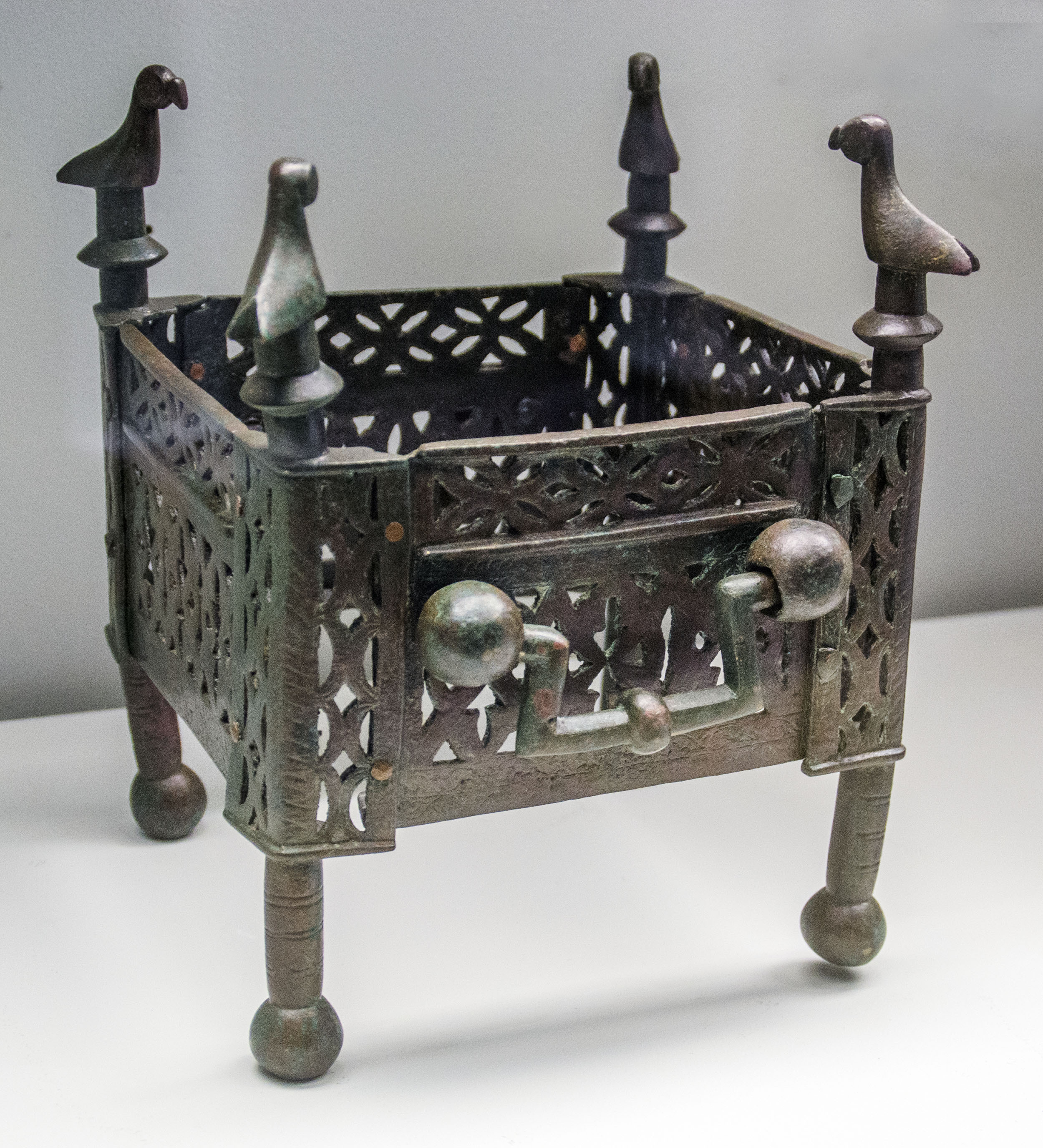
Brasero de bronce-latón de época almohade (siglo XII) hallado en Córdoba y depositado en su Museo Arqueológico.

Otro capítulo importante lo ocupan los braseros de fina cantería, muchos de ellos en piedras nobles, frecuentes entre los restos de la civilización árabe en al-Ándalus.

## Uso y funcionamiento[8]
El brasero doméstico metálico es un recipiente cóncavo provisto generalmente de una tapa con hendiduras por las que sale el calor o bien, los más modestos, de una alambrera metálica para no quemarse. Para evitar el contacto con el suelo, los modelos caros incluían un pie o soporte. El combustible por excelencia era el cisco o picón, un tipo de carbón vegetal muy menudo y de larga combustión.
El brasero se coloca en el centro de las habitaciones o debajo de unas mesas especiales, llamadas mesas camillas, sobre una tarima de madera perforada en el centro para encajarlo, que también sirve de reposapiés. Para reavivar el fuego se utiliza un instrumento metálico llamado badila, que consiste en un mango y una paleta redonda, doblemente perforada en su borde superior; cuando la combustión languidece y baja el calor, se echa una firmita, es decir se remueve con la badila con sumo cuidado. A las personas que pasaban mucho tiempo sentadas en la mesa camilla, le salían en las piernas una especie de manchas o vejigas muy incómodas, las llamadas cabrillas.
Considerado un ingenio peligroso dentro de la vivienda por el hecho de generar brasa sin estar perfectamente protegido y de producir "tufo", fue causa de incendios frecuentes, principalmente al entrar en contacto con las faldas de la mesa camilla y diversas prendas de las personas. Sin embargo, el peligro más grave era la posibilidad de envenenamiento por emisión de monóxido de carbono (el mencionado "tufo"), que se producía especialmente en habitaciones poco ventiladas, por combustión incompleta por falta de oxígeno.

## El brasero eléctrico
En la segunda mitad del siglo XX el tradicional brasero cayó en desuso. El uso del brasero tradicional con cisco/carbón/picón requería un lugar donde almacenar el carbón, un sitio donde tirar las cenizas, y era una tarea muy sucia para una pequeña vivienda de ciudad, y con el desarrollo económico había quienes preferían el uso del brasero eléctrico por la comodidad de tener un enchufe e incluso un interruptor en el cable, que permitía disponer de calor inmediato y sin brasas de carbón que pudiera generar un incendio por alguna chispa o una intoxicación por el CO producido por una mala combustión de éstas.
Actualmente, aún quedan personas, sobre todo muy mayores y en los pueblos, que siguen usando este tipo de braseros, y, por desgracia, cada año hay muchas muertes, por incendios o por inhalación de CO por mala combustión del carbón o el propio incendio provocado por una resistencia que se pone al rojo vivo en el caso de los braseros eléctricos y que cuando algo contacta con ella arde.
Es fácil adormilarse al calor del brasero y que el calzado, o alguna prenda, o la llamada "ropa de camilla" o "enagüillas" (hay diferentes nombres para esta tela, normalmente gruesa, de abrigo, con la que se cubre la mesa de camilla donde se colocan los braseros), acabe sin darse cuenta contactando con el brasero, incluso cometer la imprudencia de dejarlo encendido (o por olvido) mientras se duerme o se está fuera de casa, y que el alto consumo energético del brasero genere sobrecalentamientos en los cables, en el enchufe o en la mesa y esa "ropa" con la que se cubre la mesa de camilla para evitar que el calor (el aire caliente) salga de debajo de la mesa.
En algunas viviendas, para evitar el contacto que pudiera haber con los pies, ponían al brasero una protección, como una jaula, aunque eso no evitaba las chipas o la mala combustión.
Luego surgió otro aparato, que, al igual que los braseros eléctricos, llevan una resistencia que se calienta con el paso de la corriente eléctrica, y que se suele conocer por "lorito" ya que tienen forma de jaula pequeña, y se cuelgan debajo de la tapa de la mesa camilla (con unos consumos medios de 450 W).
Y finalmente, para evitar todos los riesgos del brasero eléctrico (que en casos de olvidar apagarlo acaban siendo foco de incendio), y para reducir los costes energéticos del brasero eléctrico, que es muy elevado, cada día son más las personas que eligen calefactores ecológicos de muy bajo consumo, que, sin perder calidad en el calor, consumen menos de 100 w. Con ello se evitan los problemas de circulación en las piernas, los incendios, los elevados consumos, y demás perjuicios que causaban los braseros y que ya se han resuelto.

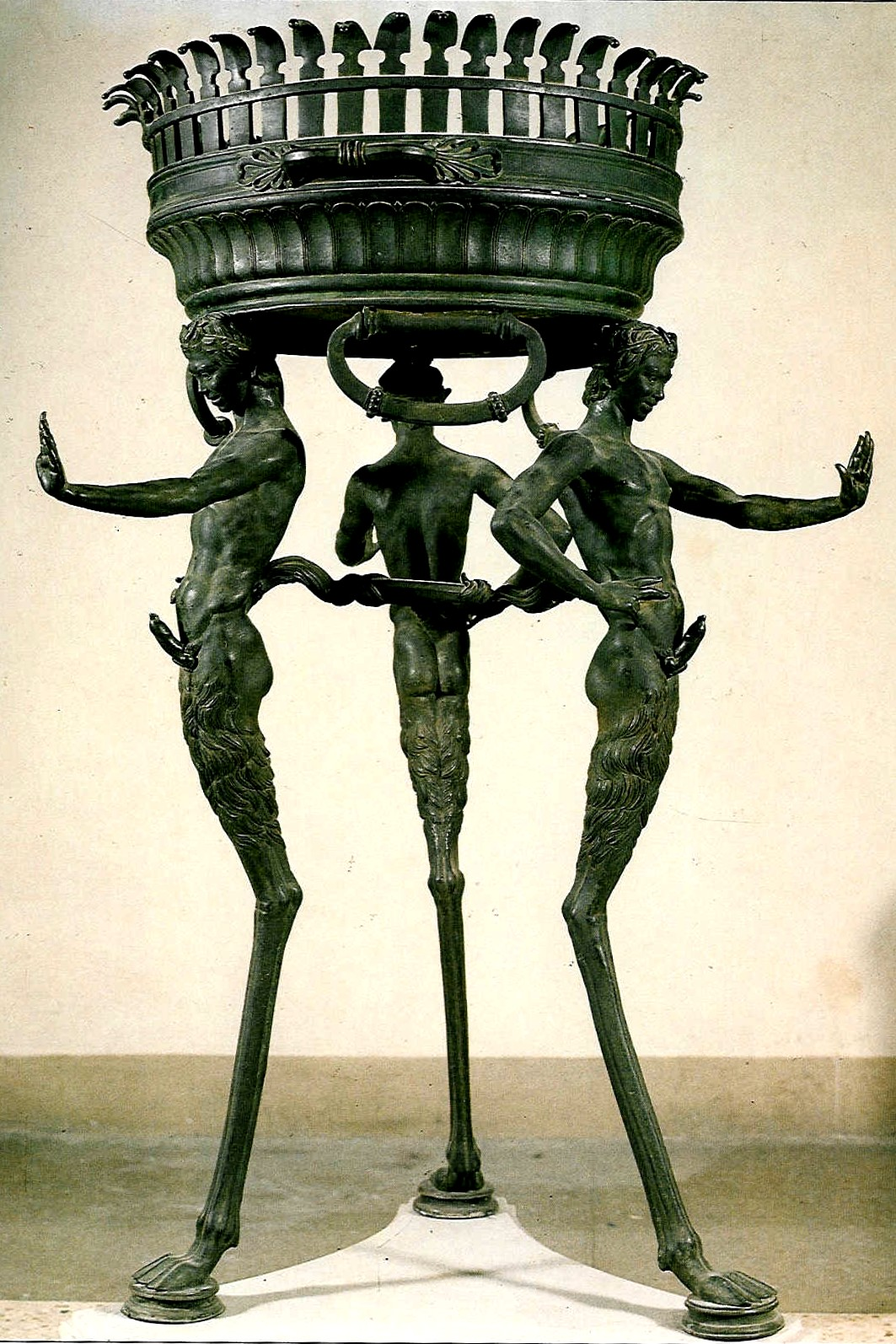
Brasero de Pompeya

## Historia del brasero y artilugios similares

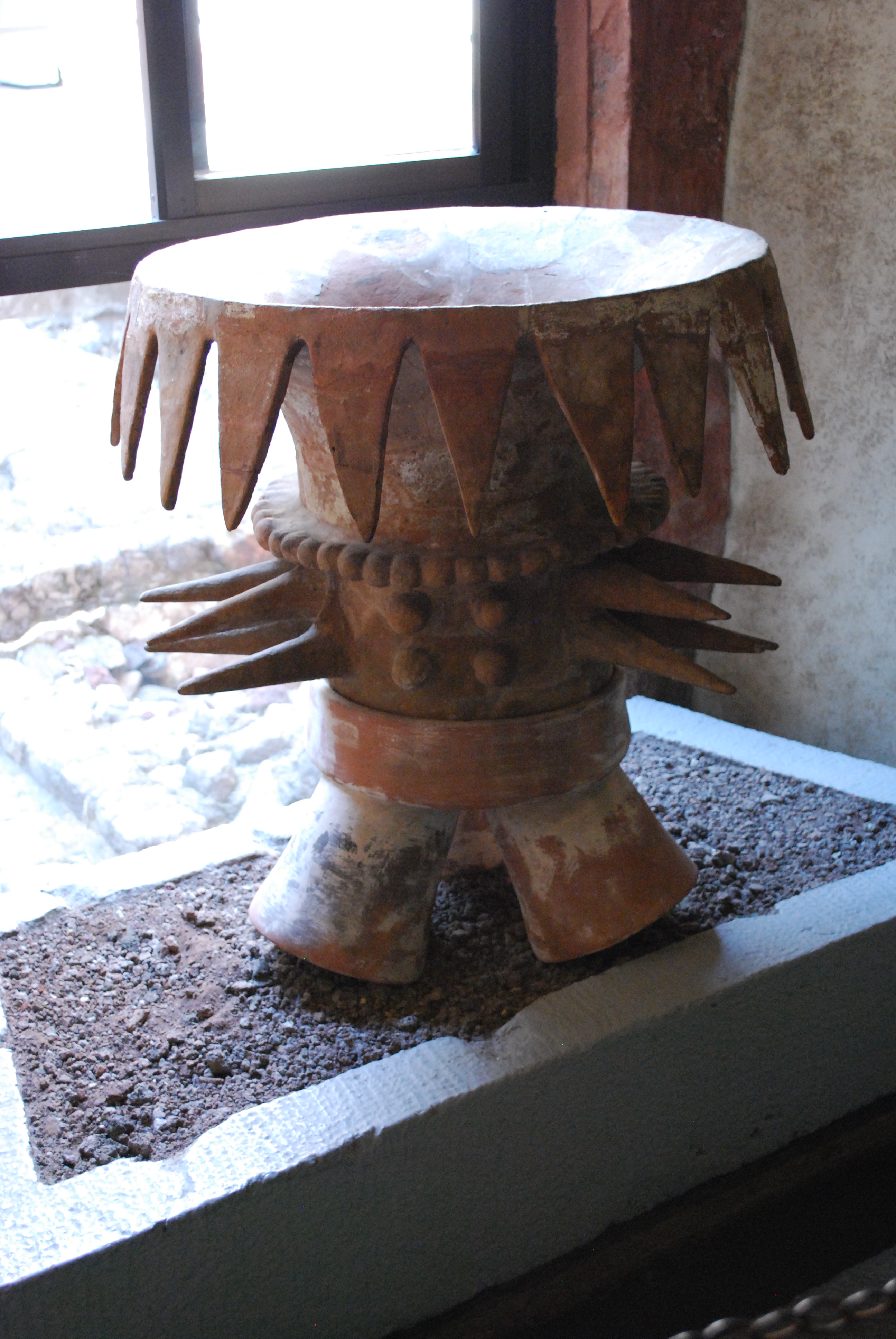
"Tlecaxilt", brasero de la cultura Tlahuica de Teopanzolco (Morelos), que se exhibe en el Palacio de Cortes, Cuernavaca, México.

En diversos museos arqueológicos, se muestran  braseros procedentes de Etruria y Roma. Por lo general fabricados en bronce, tienen formas cuadrangulares, circulares y oblongas; se apoyan sobre pies en forma de ruedas o de garras de animales, o en trípodes, y algunos llevan ricos adornos en relieve. Su uso como pebeteros, en principio, era más religioso que termo-doméstico. Así parecen indicarlo también los ejemplos encontrados en España, de braseros ibéricos del siglo VII a. C..
Quizá el precedente más antiguo del brasero sea un antepasado del "korsi" iraní, empleados entre otras ocasiones con motivo del festejo persa de la Yalda. En la América precolombina, hay numerosos artilugios similares, desde el "tlecaxitl" azteca de usos religiosos, hasta los braseros-hornillo estudiados por el instructor Raúl Ybarra. En Japón existe un ingenio parecido, el "kotatsu". Y en Sudamérica, sobre todo en el Río de la Plata, aún se conserva un modelo de brasero con funciones de barbacoa.

## Los braseros en la historia de la pintura
Dos pintores españoles, el catalán Fortuny en el siglo xix, y el cordobés Julio Romero de Torres en el primer tercio del siglo xx, pintaron bellos ejemplos de braseros y soportes, fruto de la fantasía de los artesanos caldereros.

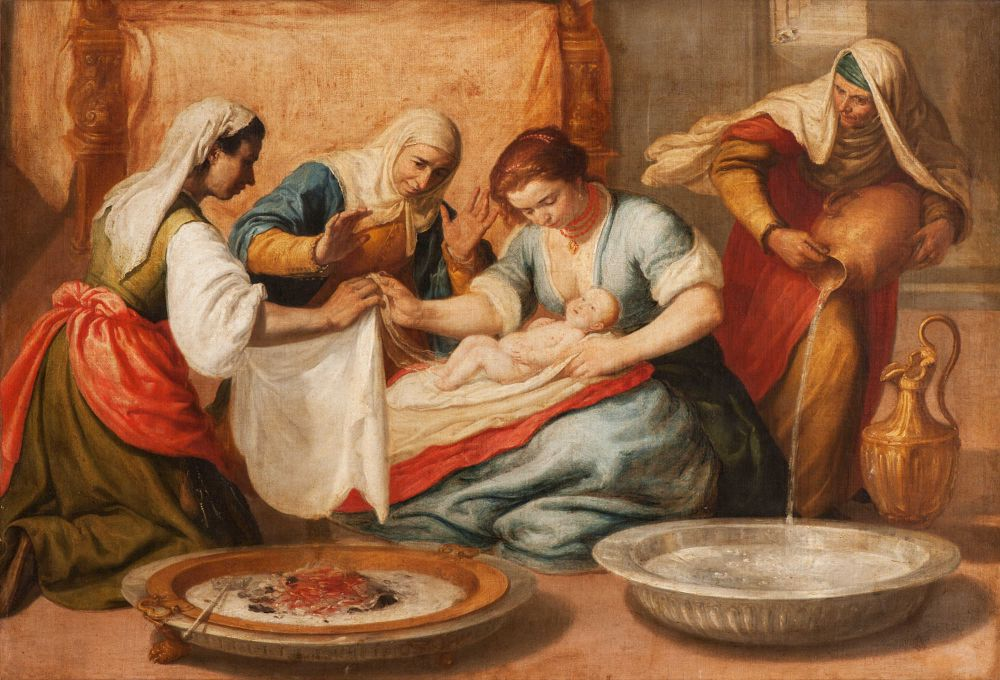
Brasero encendido, en El nacimiento de la virgen, óleo de anónimo español del siglo xvii.
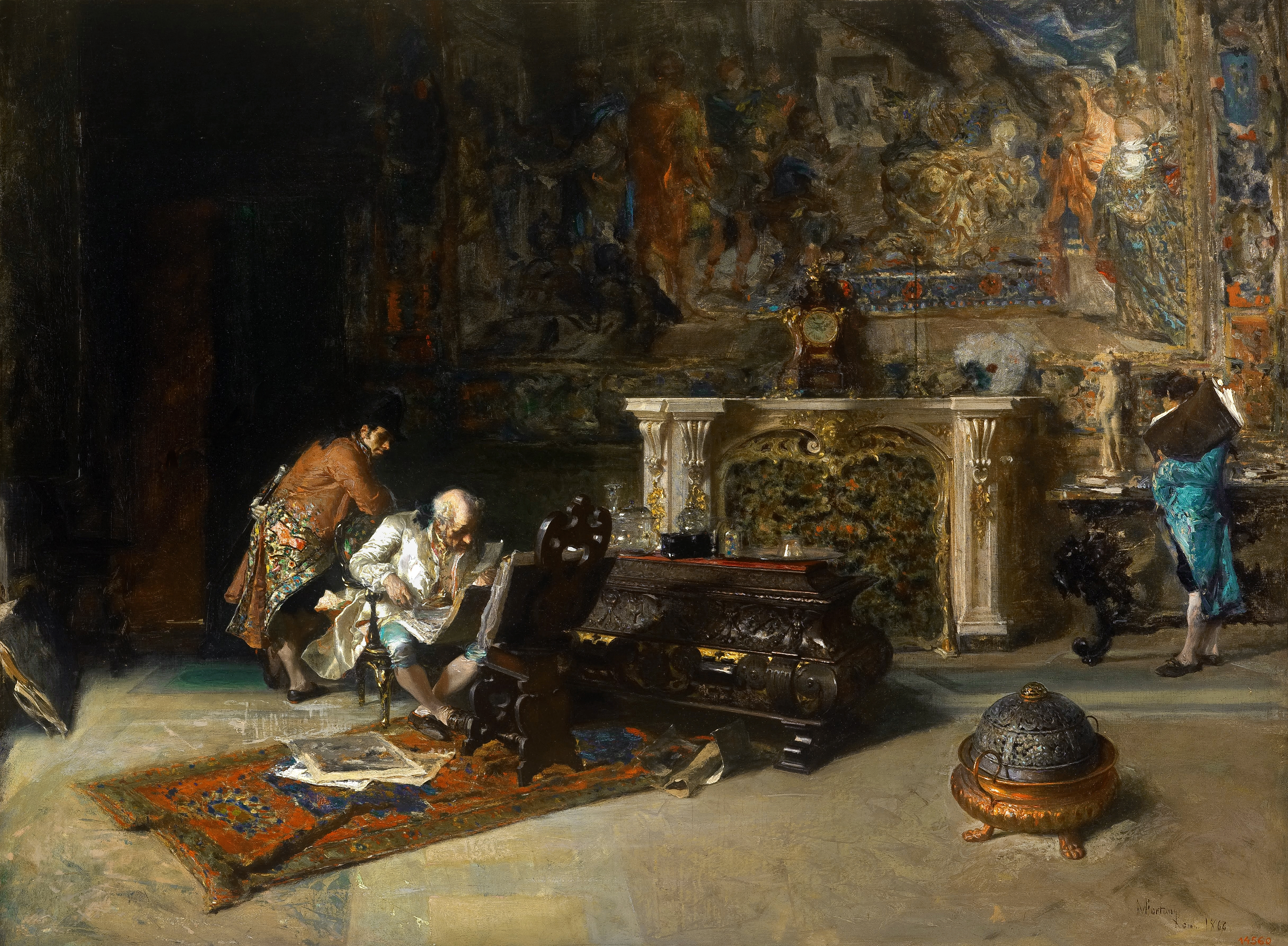
Brasero con soporte de metal en El coleccionista de estampas (grabados), pintado por Mariano Fortuny (c. 1870).
Abajo, a la izq., el gran brasero de La Vicaría, obra costumbrista de Mariano Fortuny (c. 1870). MNAC
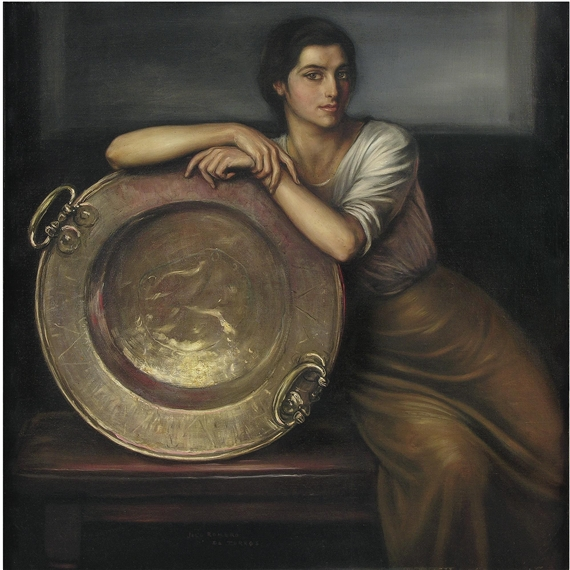
Gran brasero andaluz, sostenido por la modelo Amparo, en el óleo sobre lienzo pintado por Julio Romero de Torres en 1920.
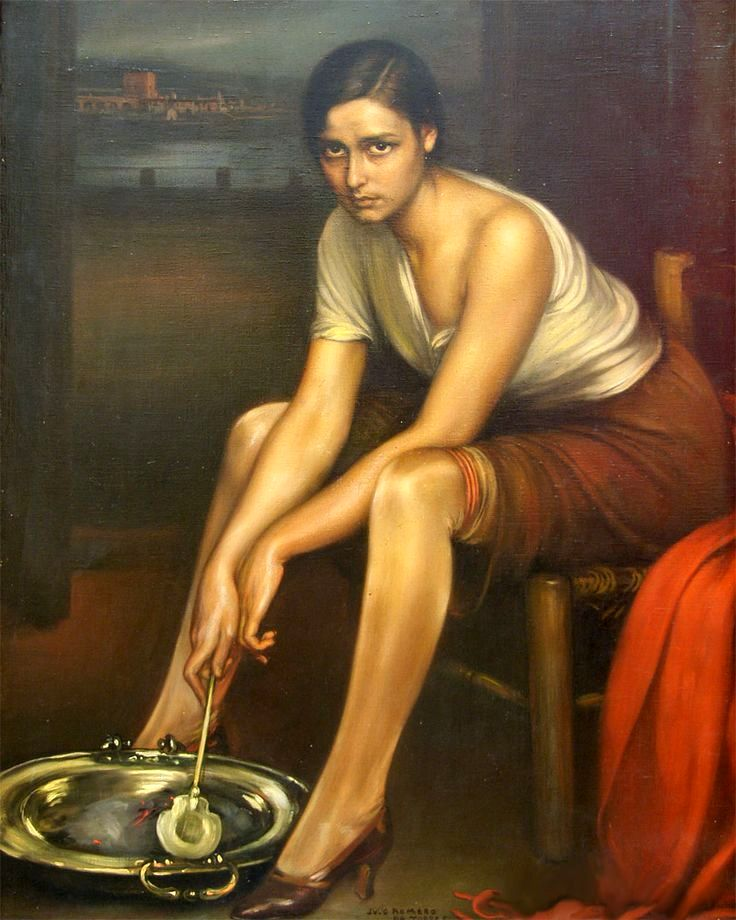
Inclinada sobre el brasero, removiendo el picón con la badila: La chiquita piconera (1930), uno de los últimos óleos de Julio Romero de Torres.

## El brasero de Mesonero
"He aquí un objeto, el brasero, puramente español, y para hablar del cual de poco nos serviría tener a la mano los diccionarios de Taboada o de Newman. Afortunadamente somos poco diestros en achaque de traducciones, y aspiramos más bien al título de originales, aunque indignos. Verdad es que según van las cosas en la patria del Cid, dentro de muy poco tiempo acaso no tengamos ya objetos indígenas de que ocuparnos, cuando leyes, administración, ciencias, literatura, usos, costumbres y monumentos que nos legaron nuestros padres acaben completamente de desaparecer. Entonces desaparecerá también el brasero, como mueble añejo, retrógrado y mal sonante; y será sustituido por la chimenea francesa, suiza o de Albión; y la badila dará lugar al fuelle; y soplaremos en vez de escarbar."
 Ramón de Mesonero Romanos

## Riesgos por el uso del brasero
- Incendios por brasero en las viviendas, casi siempre de graves consecuencias.
  - Si el brasero es de cisco o picón (un carbón vegetal picado en trozos muy pequeños):
    - Por el contacto de la ropa de la camilla con las brasas.
    - Porque de las brasas salte alguna chispa que prenda la ropa de la camilla.
    - Si la ropa no se levanta para dejar que el aire caliente salga, la temperatura bajo la ropa de camilla puede ser elevada y prender. Algo que había que evitar al salir o ir a dormir. Especialmente por la noche, había que cubrir el brasero para evitar que alguna chispa llegase a la ropa y para ahogar la combustión, e incluso dejar la ropa de camilla levantada.

  - Si el brasero es eléctrico
    - Por el contacto de la ropa de la camilla con las partes incandescentes o de alta temperatura del brasero.
    - Por fallos eléctricos debidos al deterioro del brasero, del cable, o los contactos, o sobrecarga en la instalación eléctrica (ya que son equipos de alta potencia).
    - Al utilizarlo por primera vez cada temporada de frío, se ha de limpiar muy bien para retirar restos de polvo o suciedad que pueda haberse acuulado y que pueda arder o dificultar la adecuada incandescencia del brasero.
    - Por elevación de la temperatura bajo la ropa de camilla, igual que ocurría con el brasero de carbón vegetal.

Dejar el brasero encendido al salir de casa para que nuestros animales sigan teniendo calefacción, o montar un pequeño tendedero para secar la ropa bajo la mesa camilla, han sido también causantes de incendios domésticos.
- Inhalación de monóxido de carbono (CO).
  - Porque nosotros, y la combustión de las brasas, consumimos oxígeno y, llegado un punto, puede ocurrir que falte y haya una mala combustión y con ello aumente el CO en el ambiente hasta un punto peligroso y hasta mortal.
  - Por el humo de un incendio aunque pueda quedarse localizado en la mesa sin llegar a extenderse por la vivienda.
- Quemaduras por contacto. Tanto el de cisco como el eléctrico alcanzan temperaturas peligrosas.
  - En calzado
  - En los pies
  - ¡Cuidado con los menores o animales que puedan colarse debajo de la camilla!
- Quemaduras corporales que puede llegar a ser severas y hasta mortales.
  - En el caso de los braseros de cisco (o picón), hay quienes aprovechan el rescoldo[16] del día anterior y tras quitar las cenizas echan cisco nuevo y en vez de aventarlo[17] para avivar las brasas, las rocían con algún líquido inflamable.
- Problemas circulatorios (varices, insuficiencia venosa crónica -IVC-, entre otras)
  - La temperatura bajo la ropa de camilla que genera un brasero es uno de los factores causantes y agravantes de la insuficiencia venosa.
  - A eso (como le ocurre, también, a quienes usan radiadores de aceite pequeños bajo la camilla en vez de braseros) se añade la exposición directa a estas fuentes de calor de alta temperatura, que incide en el mismo daño a la circulación.